# Mehelya stenophthalmus
Mehelya stenophthalmus är en ormart som beskrevs av Mocquard 1887. Mehelya stenophthalmus ingår i släktet Mehelya och familjen snokar. Inga underarter finns listade i Catalogue of Life.
Denna orm förekommer i västra och centrala Afrika från Guinea till Sydsudan och Kongo-Kinshasa. Honor lägger ägg.